# L'Île mystérieuse (film, 1929)
Pour les articles homonymes, voir L'Île mystérieuse (homonymie).
Pour plus de détails, voir Fiche technique et Distribution.
L'Île mystérieuse (The Mysterious Island) est un film américain réalisé par Lucien Hubbard, sorti en 1929.
Il s'agit d'une adaptation du roman éponyme de Jules Verne, publié en 1874.

## Synopsis
Le Comte Dakkar, un scientifique et dirigeant bénévole qui a ôté toute distinction de classe sociale parmi les habitants de l'île, gouverne sur une île volcanique proche du royaume Hetvia. Dakkar, sa fille Sonia et son fiancé, l'ingénieur Nicolai Roget, ont dessiné un sous-marin que Roget pilote. Jusqu'au jour où l'île est envahie par le Baron Falon, gouverneur despotique d'Hetvia. Falon poursuit Roget dans un second sous-marin. Les deux équipages découvrent sous les fonds de l'océan un étrange pays peuplé de dragons, de calamars géants et d'une étrange race humanoïde encore inconnue.

## Fiche technique
- Titre original : The Mysterious Island
- Titre français : L'Île mystérieuse

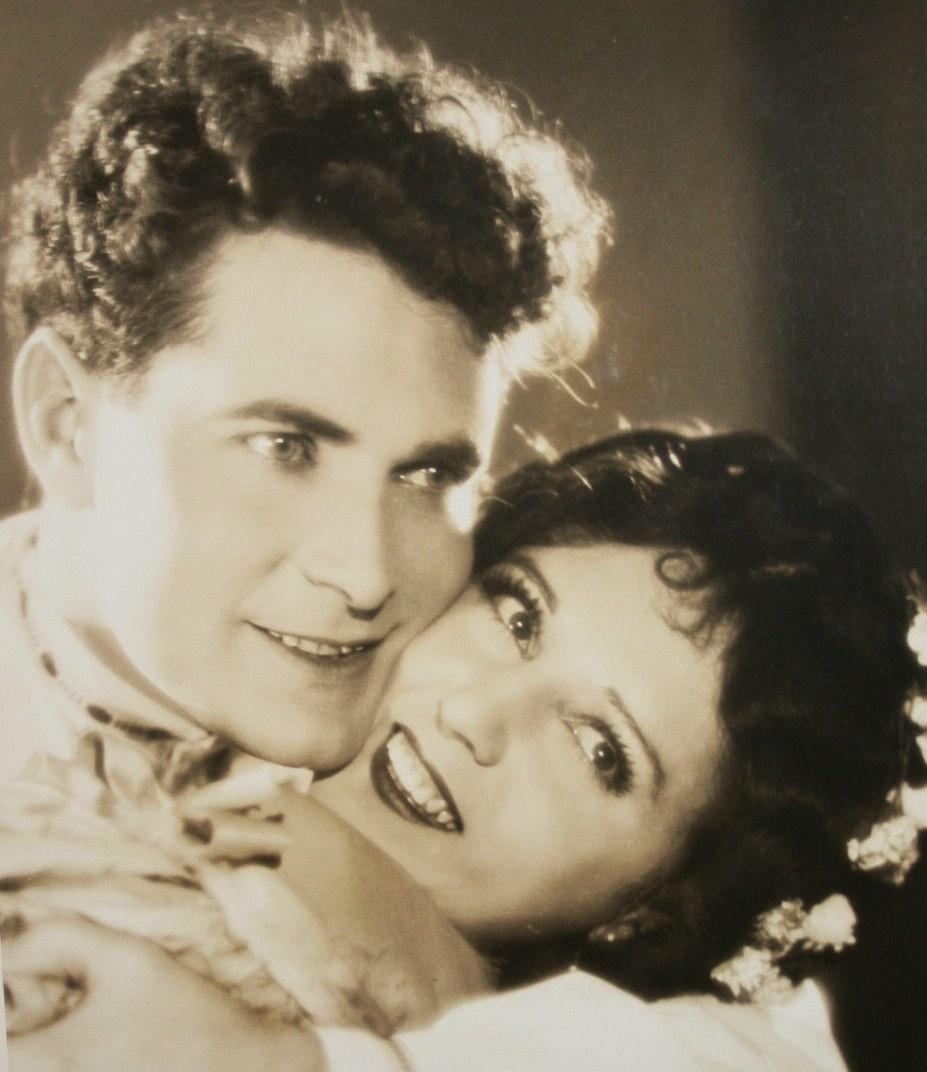
Lloyd Hughes et Jacqueline Gadsden (photo promotionnelle du film).

- Réalisation : Lucien Hubbard (des séquences tournées en 1927 par Benjamin Christensen et Maurice Tourneur sont intégrées au montage final)
- Scénario : Lucien Hubbard d'après le roman de Jules Verne L'Île mystérieuse
- Photographie : Percy Hilburn
- Montage : Carl Pierson
- Musique : Martin Broone et Arthur Lange
- Effets spéciaux : James Basevi, Irving G. Ries (en), J. Ernest Williamson
- Producteurs : J. Ernest Williamson
- Pays de production :  États-Unis
- Budget pour le film: 55 000 $
Remportant 1 130 000 $
- Genre : Film d'aventure
- Format : Couleur / Mono
- Durée : 95 minutes
- Date de sortie :
  - États-Unis : 5 octobre 1929

## Distribution
- Lionel Barrymore : le comte Dakkar
- Jacqueline Gadsden (Jane Daly) : Sonia Dakkar
- Lloyd Hughes : Nikolai Roget
- Montagu Love : Falon
- Harry Gribbon : Mikhail
- Snitz Edwards : Anton
- Gibson Gowland : Dmitry
- Pauline Starke
- Karl Dane
- Angelo Rossitto

## Autour du film
- Ce film est entièrement en couleur, semi parlant, avec des effets sonores et une musique synchronisée[réf. souhaitée].
- D'après un article dans le magazine Famous Monsters of Filmland, le tournage du film a commencé en 1926. Mais différents problèmes, comme le mauvais temps et les débuts du parlant, ralentirent le tournage et l'interrompirent  plusieurs fois. C'est pourquoi le film ne sortit qu'en 1929, soit 3 ans plus tard. L'article montrait des photos représentant les habitants des fonds marins originaux de 1926 et la version corrigée qui fut vraiment celle du film. La séquence tournée par Maurice Tourneur et Benjamin Christensen en 1927 fut incorporée au montage final de 1929.